# Forsthaus Johannisheide
Das Forsthaus Johannisheide ist ein Wohnplatz der Gemeinde Planebruch im Landkreis Potsdam-Mittelmark im Land Brandenburg.

## Geografische Lage
Der Wohnplatz liegt im nördlichen Teil der Gemarkung und dort östlich der Gemeinde Golzow. Südöstlich liegt mit Oberjünne ein Ortsteil von Planebruch. Im Norden und Osten grenzt der Wohnplatz an die Gemeinde Kloster Lehnin an, südöstlich liegt der Wohnplatz Tornow des Planebrucher Ortsteils Cammer. Der Wohnplatz liegt in einem Waldgebiet an der Landstraße 86, die Golzow mit Kloster Lehnin verbindet.

## Geschichte und Etymologie
Um 1816 entstand südwestlich der Gemeinde Kloster Lehnin ein Heidewärterhaus, das 1842 erstmals als Heide Haus urkundlich erwähnt wurde. Dort lebten im Jahr 1858 insgesamt fünf Personen, ebenso im Jahr 1871. Im Jahr 1861 erschien erstmals die Bezeichnung Johannisheide, alternativ auch in der Schreibweise Gollwitzerheide. Bis 1895 war die Anzahl der Bewohner auf drei Personen gesunken und blieb auch 1905 auf diesem Stand. Im Jahr 1924 lebten wieder vier Personen im Wohnplatz, der um 1928 mit dem Gemeindebezirk Cammer vereinigt und dort seit 1931 als Wohnplatz vom Cammer geführt wurde. Im Jahr 1973 existierte dort die Revierförsterei Oberjünne-Johannisheide.